# Oxysychus albiziarum
Oxysychus albiziarum är en stekelart som beskrevs av Jean-Yves Rasplus 1989. Oxysychus albiziarum ingår i släktet Oxysychus och familjen puppglanssteklar.
Artens utbredningsområde är Elfenbenskusten. Inga underarter finns listade i Catalogue of Life.